# Lot in Sodom
Lot in Sodom és un curtmetratge estatunidenc mut de 28 minuts de durada, rodat en 1933, dirigit per James Sibley Watson i Melville Webber. La pel·lícula utilitza tècniques experimentals, imatges d'avantguarda i fortes al·lusions a la sexualitat, especialment l'homosexualitat. Louis Siegel va ser el compositor de so, segons els crèdits inicials de la pel·lícula.

## Tema
Dos hostes a casa del personatge bíblic Lot, són assetjats pel poble de Sodoma.

## Argument
Lot rep a la seva casa la visita d'un àngel a qui allotja com a hoste en el seu casa. Lot, que resideix a la ciutat de Sodoma, la ciutat del pecat. Els seus habitants, que tenen establert una espècie de dret de cuixa amb tot visitant foraster a la ciutat, volen tenir relacions sexuals amb l'àngel, però Lot es nega a les pretensions de les seves veïnes. Lot ofereix a les seves filles i esposa com a sacrifici als seus veïns perquè descarreguin amb elles, però aquests, després d'accedir a l'oferiment de Lot, segueixen obstinats a voler tenir sexe amb el foraster.
L'àngel li diu a Lot i a la seva família que fugin de la ciutat, perquè aquesta serà destruïda per les flames i que en la seva fugida, els diu que no mirin enrere. Mentre Sodoma és destruïda, l'esposa de Lot, es torna estàtua de sal, per no fer cas a l'àngel i mirar enrere, entenent que en mirar enrere, sentia una certa enyorança de Sodoma i el pecat establert en aquesta ciutat.

## Repartiment
- Friedrich Haak com Lot
- Hildegarde Watson com esposa de Lot
- Dorothea Haus com filla de Lot
- Lewis Whitbeck com l'àngel